# Letnie Grand Prix w kombinacji norweskiej 2024
Letnie Grand Prix w kombinacji norweskiej 2024 – dwudziesta siódma edycja cyklu Letniej Grand Prix w kombinacji norweskiej. Sezon składał się z 4 konkursów (3 indywidualnych i 1 sztafety mieszanej). Rywalizacja rozpoczęła się 24 sierpnia 2024 w Tschagguns, a finałowe zawody odbyły się 31 sierpnia 2024 w Chaux-Neuve. Zwycięzcą poprzedniej edycji był Niemiec Johannes Rydzek.
W tym sezonie  najlepszy okazał się Francuz Laurent Muhlethaler, drugie miejsce zajął jego rodak Mattéo Baud, a trzecią lokatę wywalczył Szwajcar Pascal Müller. Podobnie jak w poprzednich sezonach zwycięzcą LGP 2024 zgodnie z regulaminem mógł zostać jedynie zawodnik, który wystartował we wszystkich zawodach.

## Kalendarz i wyniki
| Lp | Data             | Miejscowość | Skocznia                   | Konkurencja           | 1. miejsce                                                          | 2. miejsce                                                                              | 3. miejsce                                                            |
| -- | ---------------- | ----------- | -------------------------- | --------------------- | ------------------------------------------------------------------- | --------------------------------------------------------------------------------------- | --------------------------------------------------------------------- |
| 1. | 24 sierpnia 2024 | Tschagguns  | Montafoner Schanzenzentrum | HS103/4x5 km          | Słowenia I Vid Vrhovnik · Tia Malovrh · Ema Volavšek · Gašper Brecl | Norwegia Jens Lurås Oftebro · Ida Marie Hagen · Marte Leinan Lund · Einar Lurås Oftebro | Niemcy I Simon Mach · Jenny Nowak · Nathalie Armbruster · Jakob Lange |
| 2. | 25 sierpnia 2024 | Tschagguns  | Montafoner Schanzenzentrum | Gundersen HS103/10 km | Einar Lurås Oftebro                                                 | Jens Lurås Oftebro                                                                      | Kristjan Ilves                                                        |
| 3. | 28 sierpnia 2024 | Oberstdorf  | Schattenbergschanze        | Kompakt HS137/7,5 km  | Johannes Rydzek                                                     | Kristjan Ilves                                                                          | David Mach                                                            |
| 4. | 31 sierpnia 2024 | Chaux-Neuve | La Côte Feuillée           | Gundersen HS118/10 km | Johannes Rydzek                                                     | Manuel Faißt                                                                            | Laurent Muhlethaler                                                   |
| 5. | 1 września 2024  | Chaux-Neuve | La Côte Feuillée           | Kompakt HS118/7,5 km  | Odwołano                                                            | Odwołano                                                                                | Odwołano                                                              |

## Klasyfikacja generalna
| M.  | Zawodnik             | Punkty |
| --- | -------------------- | ------ |
| 1.  | Laurent Muhlethaler  | 187    |
| 2.  | Mattéo Baud          | 103    |
| 3.  | Pascal Müller        | 96     |
| 4.  | Manuel Einkemmer     | 91     |
| 5.  | Edgar Vallet         | 81     |
| 6.  | Vid Vrhovnik         | 80     |
| 7.  | Raffaele Buzzi       | 77     |
| 8.  | Aaron Kostner        | 74     |
| 9.  | Florian Kolb         | 72     |
| 10. | Marco Heinis         | 60     |
| 11. | Dmytro Mazurczuk     | 38     |
| 12. | Iacopo Bortolas      | 28     |
| 13. | Domenico Mariotti    | 24     |
| 14. | Erik Lynch           | 22     |
| 15. | Ołeksandr Szumbareć  | 21     |
| 16. | Andrzej Szczechowicz | 21     |
| 17. | Jošt Juvan           | 13     |
| 18. | Kacper Jarząbek      | 11     |

## Klasyfikacja Pucharu Narodów
| M.  | Drużyna           | Punkty |
| --- | ----------------- | ------ |
| 1.  | Niemcy            | 1176   |
| 2.  | Austria           | 710    |
| 3.  | Francja           | 598    |
| 4.  | Norwegia          | 548    |
| 5.  | Słowenia          | 336    |
| 6.  | Włochy            | 328    |
| 7.  | Estonia           | 170    |
| 8.  | Stany Zjednoczone | 160    |
| 9.  | Szwajcaria        | 96     |
| 10. | Finlandia         | 71     |
| 11. | Czechy            | 69     |
| 12. | Ukraina           | 59     |
| 13. | Polska            | 32     |
| 14. | Słowacja          | 2      |